# Maceron
Smyrnium olusatrum
Espèce
Classification phylogénétique
Le maceron (Smyrnium olusatrum) est une espèce de plantes à fleurs de la famille des Apiacées (Ombellifères). C'est une plante herbacée bisannuelle originaire de la région méditerranéenne.
Ce « légume oublié » est parfois encore cultivé comme plante potagère pour ses feuilles et ses jeunes pousses consommées comme légume ou utilisées pour aromatiser les mets. Il est aussi apprécié pour sa racine tubérisée et ses graines séchées.
Noms communs : maceron potager, grande ache, persil de cheval, gros persil de Macédoine, de : Brustwurzel, Smyrnenkraut, en : black-lovage, horse-parsley, it : macerone, smirnio.

## Botanique

### Description

#### Appareil végétatif
C'est une plante herbacée bisannuelle, à tige ramifiée vigoureuse, creuse à l'intérieur, cannelée longitudinalement, qui peut atteindre 2 m de haut. La racine, charnue, est du type pivotant.
Les feuilles, alternes, de couleur vert clair, de relativement grande taille, sont composées, à folioles larges et dentelées. Celles de la base sont complètement divisées trois fois. Les feuilles supérieures n'ont que trois folioles.

#### Appareil reproducteur
La floraison a lieu d'avril à juillet. Les petites fleurs hermaphrodites, vert-jaunâtre, sont groupées en ombelles d'ombellules, à involucre peu développé. La pollinisation est entomogame. Les akènes ont 4-5 mm de long à maturité et sont noirs.
Les graines sont dispersées par barochorie

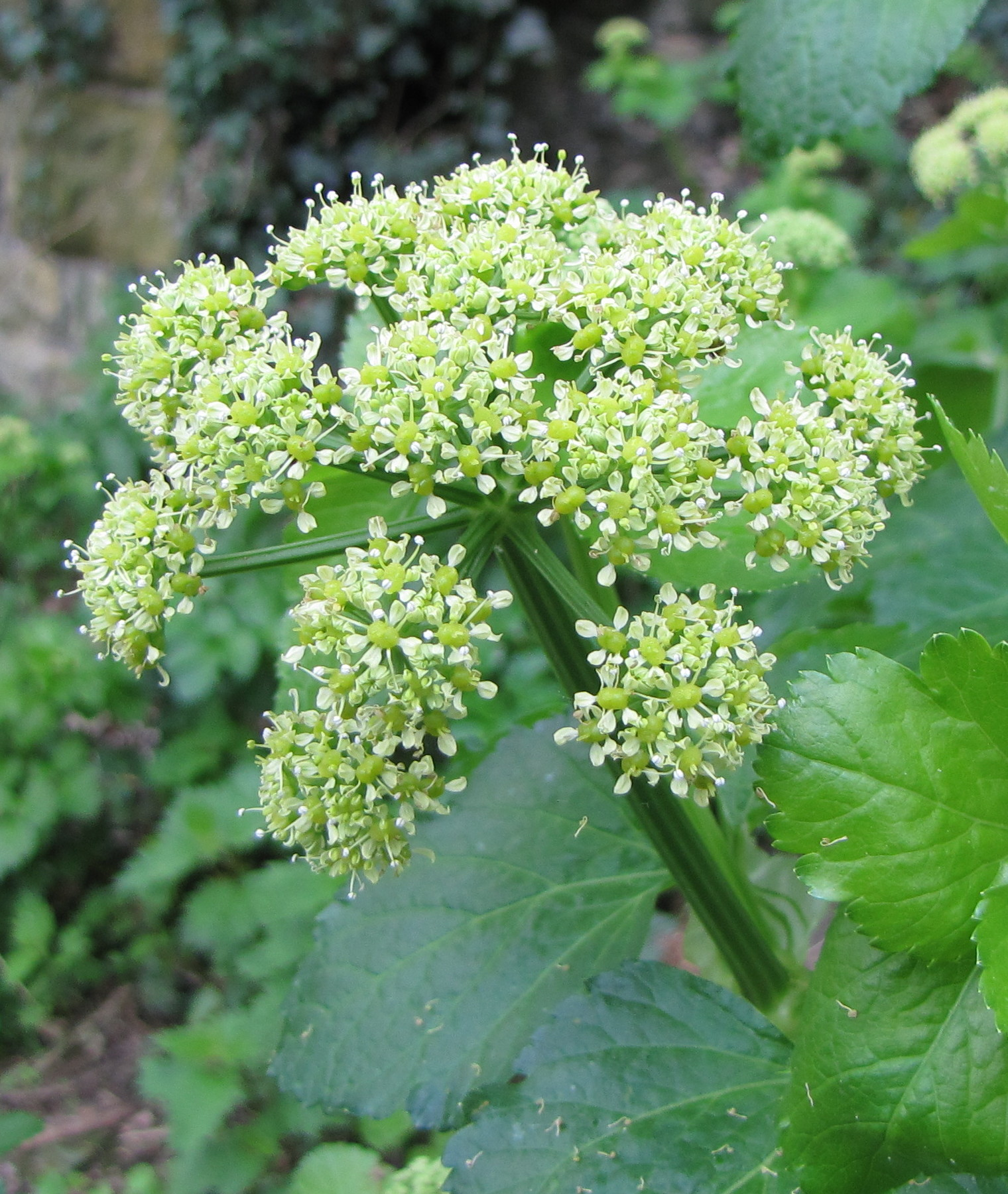
Inflorescence.
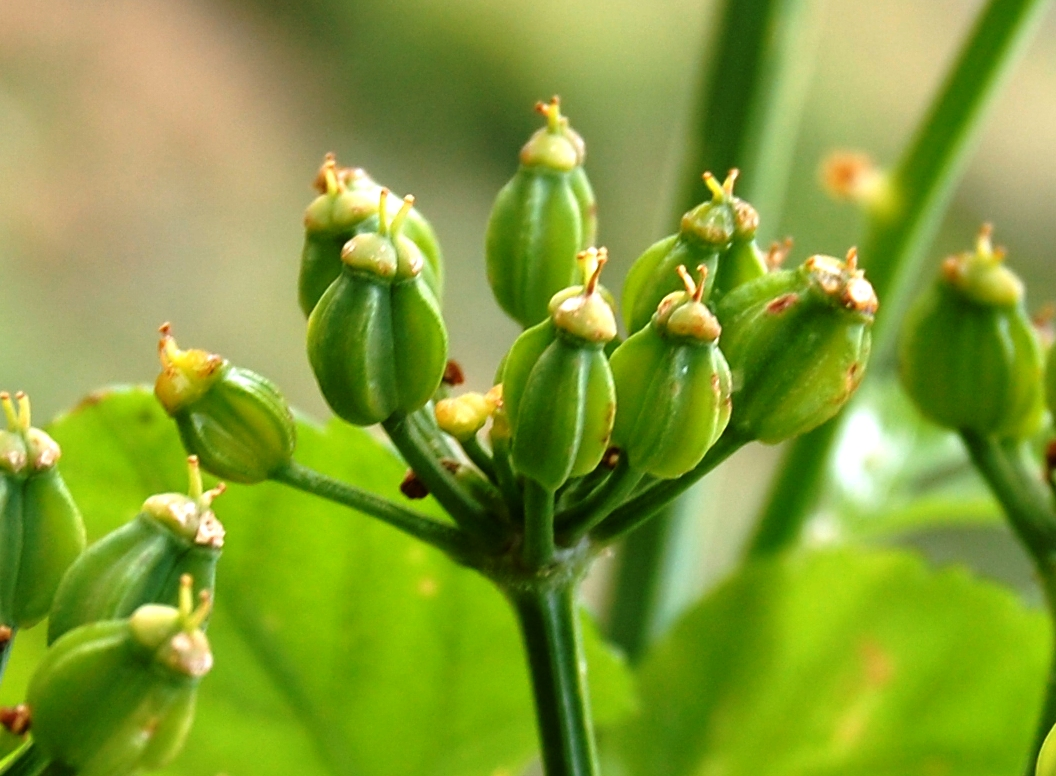
Fruits, encore verts (comestibles).
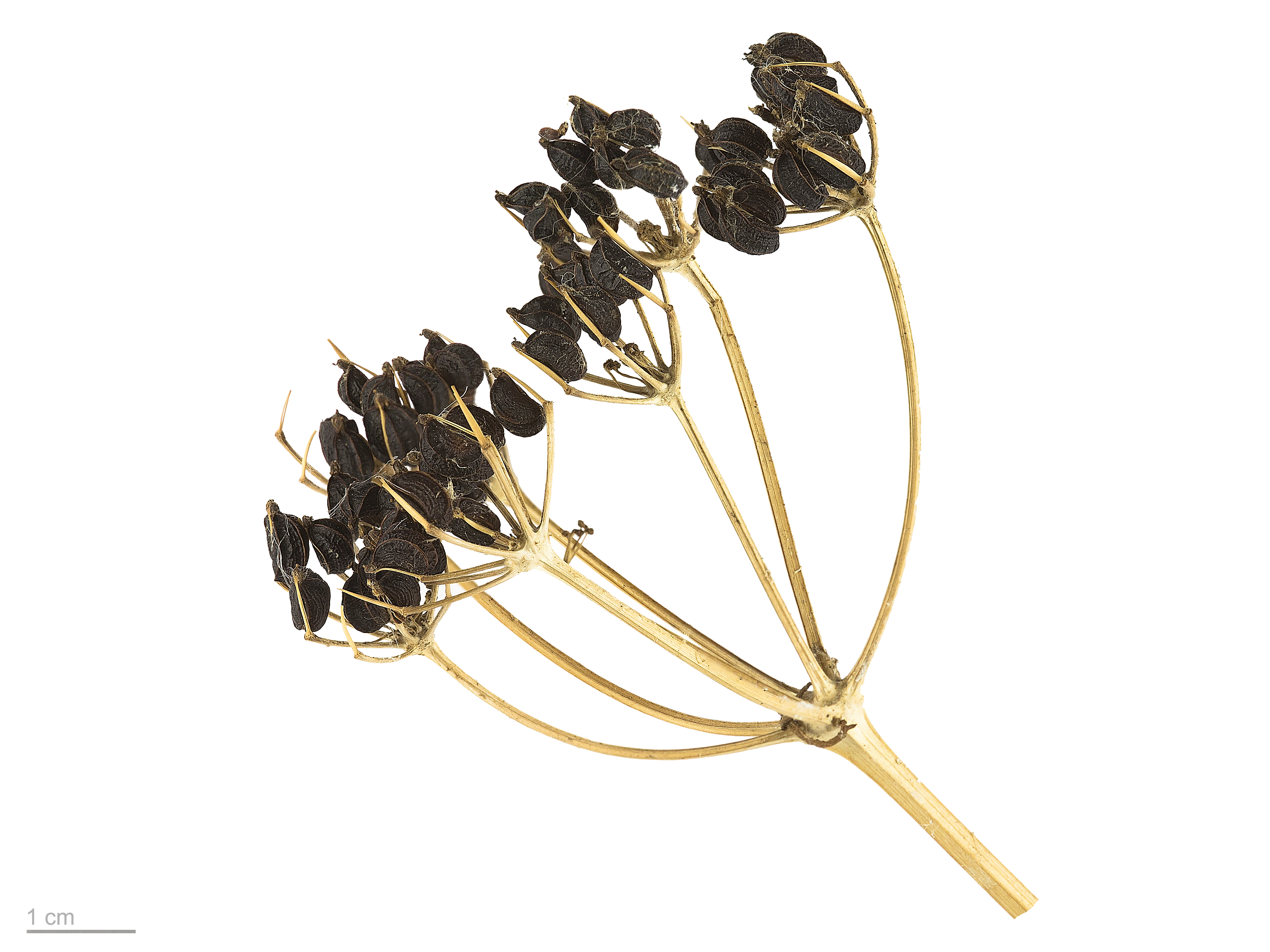
Smyrnium olusatrum au Muséum de Toulouse.
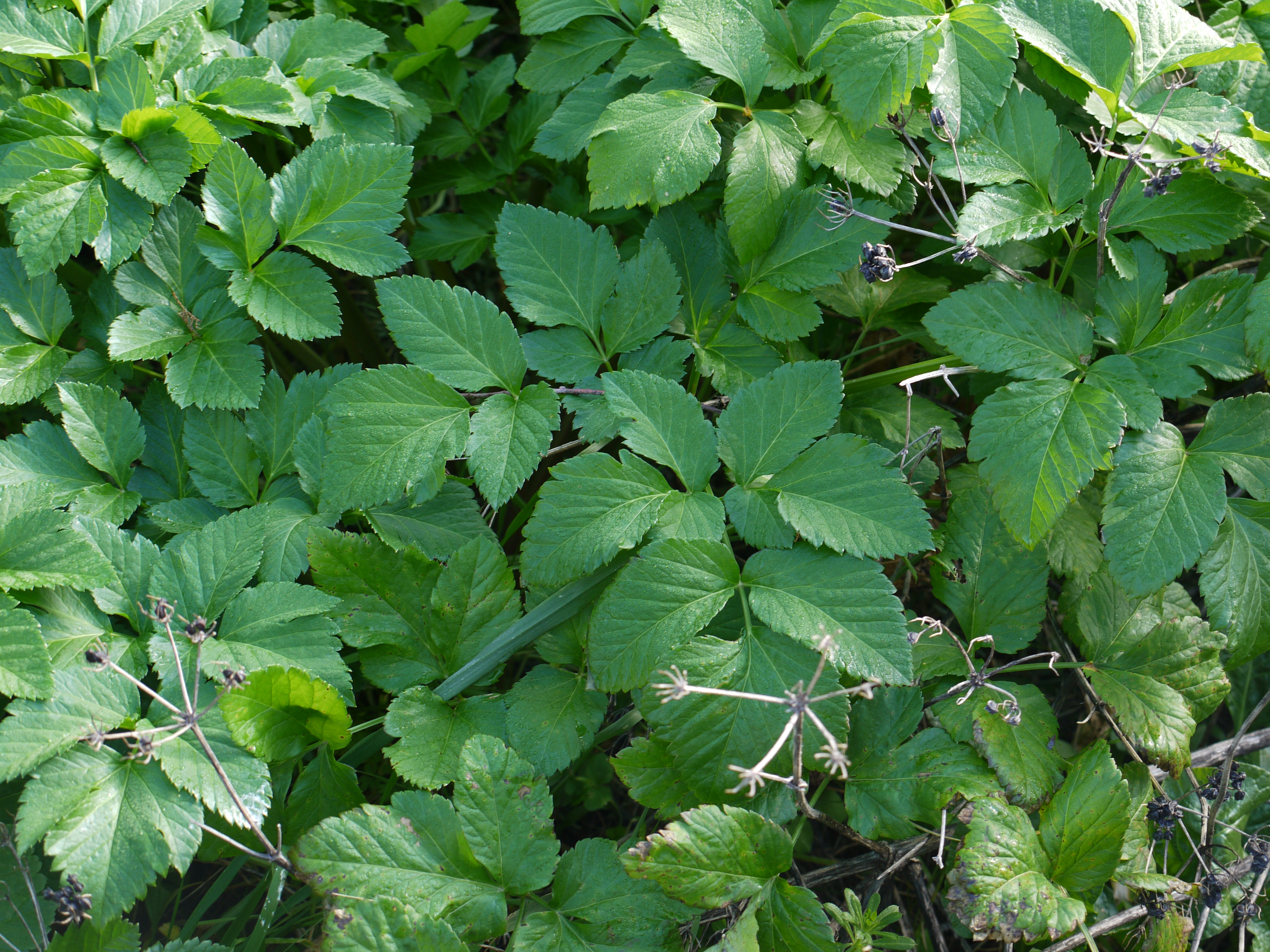
Feuillage (comestible).

## Habitat et répartition
- Habitat type : friches vivaces mésoxérophiles, subméditerranéennes
- Aire de répartition : méditerranéen-atlantique[2]

Dans la zone relativement restreinte où pousse le maceron, il pourrait être possible de le confondre avec l'Angélique des bois, la Berce commune ou l'Impératoire mais ces plantes possèdent des fleurs blanches ou rosées. Ses larges folioles empêcheront la confusion avec les Apiacées toxiques, telle la ciguë vireuse qui croît dans les terrains humides.

### Origine et distribution

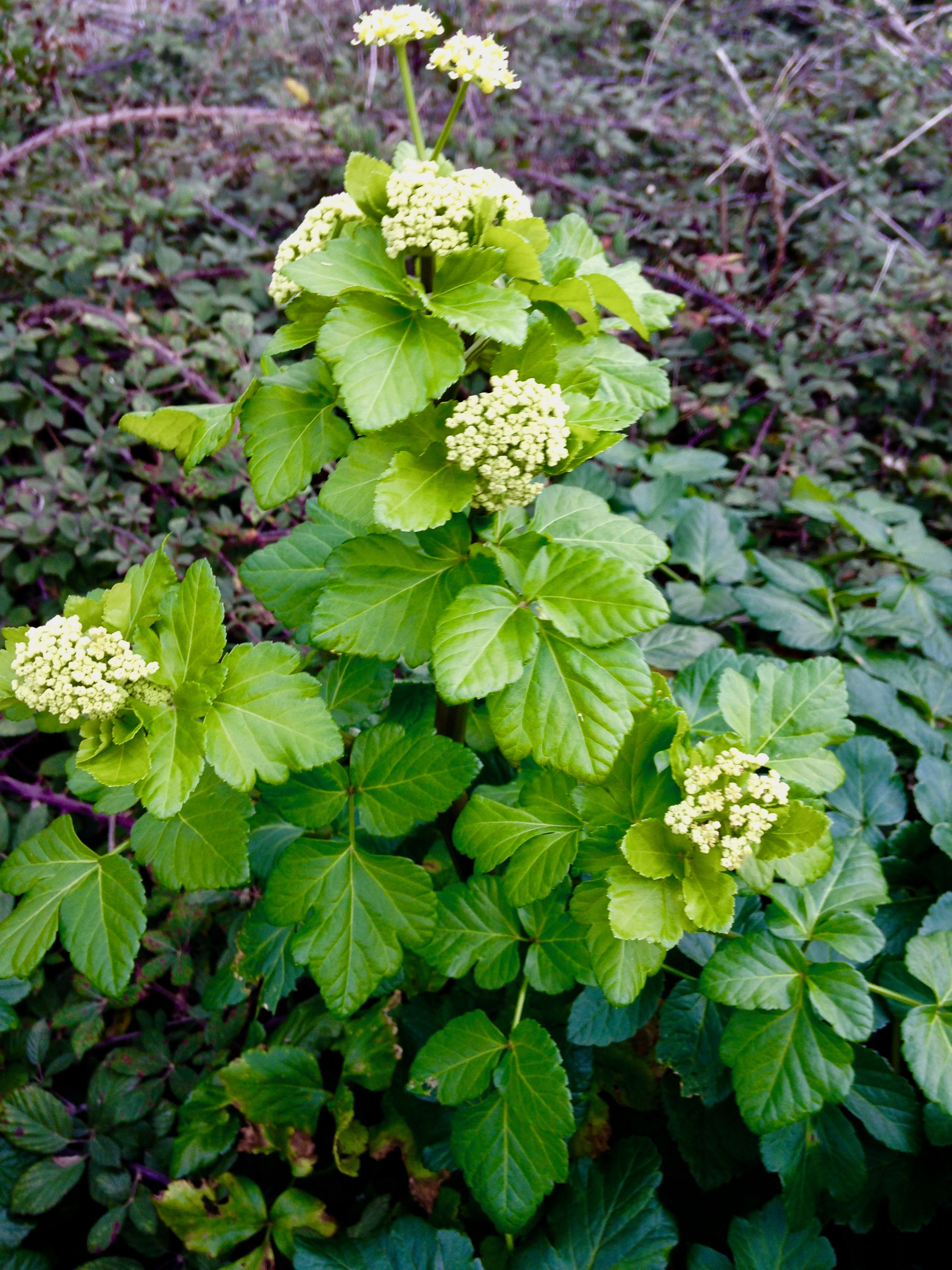
Maceron à Canet en Roussillon.

Cette espèce est originaire des régions méditerranéneenes :
- Afrique du Nord : Maroc, Algérie, Tunisie ;
- Europe méridionale : Grèce, Italie, ex-Yougoslavie, France, Portugal, Espagne, Îles britanniques (où l'espèce se répand le long des chemins de randonnée et des falaises, et où elle est considérée comme invasive) ;
- Asie occidentale : Turquie, Chypre, Israël, Liban, Syrie.

En France, cette plante est spontanée dans les haies et les friches du midi méditerranéen et du littoral atlantique. Elle s'est naturalisée par la culture un peu partout.
Le maceron figurait parmi les plantes potagères recommandées dans le capitulaire De Villis au Moyen Âge.

## Culture
Le maceron préfère un sol frais et riche en matière organique, et une exposition ensoleillée.
Le semis se fait en tout début du printemps (mars-avril) ou en fin d'été (août-septembre).
La récolte des feuilles intervient trois à quatre mois après le semis.
le maceron est peu sensible aux limaces et tolère la mi ombre.

## Utilisations
Les fleurs sont riches en nectar, ce qui les rend très attractives pour les insectes pollinisateurs comme les abeilles et les syrphes d'autant que la plante fleurit dès le début du printemps à une période encore assez pauvre en ressources mellifères.
L'ensemble de la plante est comestible : les racines tubérisées sont consommables crues ou cuites, les jeunes pousses peuvent se consommer crues en salade ou confites dans du sucre. Les feuilles, au goût un peu plus relevé que le céleri, aromatisent des soupes et plats de viandes. Les inflorescences, les boutons floraux et jeunes fruits, confits dans le vinaigre, peuvent servir à parfumer certains plats, potages et salades notamment. Les graines sèches (à maturité) peuvent être utilisées comme condiment (saveur poivrée, légèrement amère, appelé « poivre des marais » en Poitou-Charentes, à ne pas confondre avec le poivre d'eau). Toutes ces parties ont une saveur aromatique et sucrée très agréable, surtout après cuisson.
C'était un légume assez répandu autrefois, mais tombé en désuétude et supplanté par le céleri.
Les racines et les fruits ont des propriétés médicinales (stomachiques et diurétiques).